# Teicophrys
Teicophrys is een geslacht van rechtvleugeligen uit de familie Episactidae. De wetenschappelijke naam van dit geslacht is voor het eerst geldig gepubliceerd in 1901 door Bruner.

## Soorten
Het geslacht Teicophrys omvat de volgende soorten:
- Teicophrys bolivari Descamps, 1977
- Teicophrys californiae Descamps, 1977
- Teicophrys fastigiata Descamps, 1977
- Teicophrys fusiformis Bruner, 1901
- Teicophrys halffteri Bolívar & Coronado, 1955
- Teicophrys inopinata Rehn & Rehn, 1939
- Teicophrys pinai Bolívar & Coronado, 1955
- Teicophrys robertsi Rehn & Rehn, 1939
- Teicophrys strigilecula Rehn & Rehn, 1939